# 党鸿辛
党鸿辛（1929年—2005年），中国磨损与润滑专家。

## 生平
1929年出生于广西北流，1953年毕业于华南工学院化工系。中国科学院兰州化学物理研究所研究员。长期从事摩擦学及摩擦表面物理与化学的研究。是中国摩擦学学科的开拓者与学术带头人之一，是中国材料及机械摩擦、磨损与润滑研究方面的知名专家，也是中国科学院兰州化学物理研究所润滑材料学科的创建人之一，为中国的固体润滑科研领域的发展奠定了基础，做出了重要贡献。多次参与完成国家重点科研项目和军工任务，主持或主要参加的研究项目先后获得国家和省部级以上奖励24项。1988年获国防科工委颁发的献身国防科技事业荣誉证章，1999年作为“两弹一星”有功人员受到党和国家领导人的接见。1997年当选为中国科学院院士。